# 邱文暉
邱文暉（英語：Khoo Boon Hui，1954年—）為新加坡內政部秘書。邱文暉曾經在2008年至2012年期間担任国际刑警组织主席。他亦曾經在1997年7月至2010年1月期間擔任新加坡警察總監 。

## 學歷
邱文暉在英華學校完成中學教育并在1973年获得着名的新加坡武装部队海外奖学金，赴英國留學。
1976年，邱文暉畢業於牛津大学圣约翰学院的工程和经济学院。1982年在哈彿大學肯尼迪政府学院獲得了碩士學位。2002年，他在沃顿商学院参加了高级管理課程。

## 职业生涯
1976年，邱文暉從牛津大学畢業後，他被邀请加入新加坡警察部队。邱文暉在翌年开始他的职业生涯，自此擔任不同崗位，包括1987年主管戰略規劃，1990年擔任警局參謀長，1991年擔任刑事调查部门主管，1995年任副警察专员。 
1997年7月，他被任命为新加坡警察總監，14年後的2010年2月1日退任，轉任內政部高級副秘書。

## 国际刑警组织
2006年至2009年，邱文暉擔任國際刑警組織執行委員會副主席。 2008年10月9日，他当选为国际刑警组织主席，任期四年，並於2012年離任。

## 荣誉

### 新加坡勋章奖章
因著邱文暉在警隊的長期服務和貢獻，他在1992年被授予公共行政奖章(银)，其後在1998年和2003年分別被授予长期服务奖章和功績奖章。

### 外国勋章奖章
- 荣誉军团骑士勋章（法国，2016年4月6日颁发[2]）

2005年8月，马来西亚最高元首赋予邱文暉Darjah Kebesaran Panglima Setia Mahkota(Kerhormat) (PSM)。

## 家庭
邱文暉妻子為Puan Sri Betty Au，二人育有两个孩子。